# دروازه مروارید
دروازه مروارید (به انگلیسی: Pearly Gates) آهنگی از رپر ساکن میامی پیتبول که به همراهی نایر است که در ۱ فوریه ۲۰۱۰ پخش شد. ترانه سرای این آهنگ پیتبول است و تهیه کنندگان آن جیم جانسین و دی جی نادلس است. ناشرهای این آهنگ پالاگراندز و جی رکوردز هستند. این آهنگ نمونه‌ای از آهنگ بهشت از دی جی سامی است.

## موزیک ویدئو
موزیک ویدئو ی این آهنگ توسط دیوید روسو کارگردانی شده است و به ویژگی‌های پیت بول و نایر اشاره دارد. این موزیک ویدئو در هر شبکهٔ یوتیوب قابل دسترس نیست.